# گوهر سلطان بیگم
گوهر سلطان بیگم، (زاده: ۹۱۸ – درگذشته ۲۹ اردیبهشت ۹۵۶/ ۱۵۴۰ – ۱۹ می ۱۵۷۷) دختر تهماسب یکم‌، هم‌چنین خواهر اسماعیل دوم و محمد خدابنده
گوهر سلطان در تبریز متولد شد و در سال ۹۳۳ (۱۵۵۵.م) با سلطان ابراهیم میرزا پسر عمویش، بهرام میرزا و زینب سلطان خانم ازدواج کرد. آن‌ها صاحب یک دختر به نام گوهرشاد بیگم شدند که با امیر نصیرالدین حسین ازدواج کرد.
بعد از مرگ تهماسب یکم و در طول درگیری‌های جانشینی شاه گوهر از برادرش اسماعیل میرزا حمایت کرد اما زمانی که اسماعیل دوم به سلطنت رسید دستور قتل تمامی شاهزادگان صفوی از جمله ابراهیم میرزا همسر گوهر بیگم را صادر کرد. گوهر بیگم سه ماه بعد از اعدام همسرش به دلیل بیماری از اندوه بسیار و یا خودکشی فوت شد و در حرم امام رضا در مشهد دفن شد.